# Burchard de Volder
Burchard de Volder (Amsterdam, 26 de julho de 1643 — Leiden, 21 de março de 1709) foi um filósofo natural neerlandês.